# Labruyère (Oise)
 Labruyère  es una población y comuna francesa, en la región de Picardía, departamento de Oise, en el distrito de Clermont y cantón de Liancourt.

## Demografía
| 563 | 699 | 803 | 779 | 721 | 588 |
| Para los censos de 1962 a 1999 la población legal corresponde a la población sin duplicidades (Fuente: INSEE [Consultar]) |     |     |     |     |     |